# Relais 4 × 400 mètres aux championnats d'Europe d'athlétisme
Pour un article plus général, voir Championnats d'Europe d'athlétisme.
Le relais 4 × 400 mètres masculin fait partie des épreuves inscrites au programme des premiers championnats d'Europe d'athlétisme, en 1934, à Turin. L'épreuve féminine fait son apparition en 1969 à Athènes, l'épreuve mixte en 2024 à Rome.
Les équipes les plus titrées dans cette épreuve sont la Grande-Bretagne chez les hommes, avec 10 médailles d'or remportées entre 1950 et 2022, et l'Allemagne de l'Est chez les femmes, avec 6 médailles d'or décrochées de manière consécutive entre 1971 et 1990. 
Les records des championnats d'Europe appartiennent chez les hommes à l'équipe de Grande-Bretagne (2 min 58 s 22 en 1990) et chez les femmes à l'équipe de République démocratique allemande (3 min 16 s 87 en 1986).

## Palmarès

### Hommes
| Édition | Or | Argent                                                                                                | Bronze                                                                                                 |
| ------- | --- | --- | --- |
| 1934    | Allemagne Helmut Hamann Hans Scheele Harry Voigt Adolf Metzner 3 min 14 s 1                                   | France Robert Paul Georges Guillez Raymond Boisset Pierre Skawinski 3 min 15 s 6                      | Suède Sven Strömberg Pelle Pihl Gustaf Eriksson Bertil von Wachenfeldt 3 min 16 s 6                    |
| 1938    | Allemagne Hermann Blazejczak Manfred Bues Erich Linnhoff Rudolf Harbig 3 min 13 s 7 (CR)                      | Royaume-Uni John Barnes Alfred Baldwin Alan Pennington Godfrey Brown 3 min 14 s 9                     | Suède Lars Nilsson Carl Hendrik Gustafsson Börje Thomasson Bertil von Wachenfeldt 3 min 17 s 3         |
| 1946    | France Bernard Santona Yves Cros Robert Chef d'Hôtel Jacques Lunis 3 min 14 s 4                               | Royaume-Uni Ronald Ede Derek Pugh Bernard Elliot William Roberts 3 min 14 s 5                         | Suède Folke Alnevik Stig Lindgård Sven-Erik Nolinge Tore Sten 3 min 15 s 0                             |
| 1950    | Royaume-Uni Martin Pike Leslie Lewis Angus Scott Derek Pugh 3 min 10 s 2 (CR)                                 | Italie Baldasare Porto Armando Filiput Luigi Paterlini Antonio Siddi 3 min 11 s 0                     | Suède Gösta Brännström Tage Ekfeldt Rune Larsson Lars-Erik Wolfbrandt 3 min 11 s 6                     |
| 1954    | France Pierre Haarhoff Jacques Degats Jean-Paul Martin du Gard Jean-Pierre Goudeau 3 min 08 s 7 (CR)          | Allemagne de l'Ouest Hans Geister Helmut Dreher Heinz Ulzheimer Karl-Friedrich Haas 3 min 08 s 8      | Finlande Raimo Graeffe Sven-Oswald Mildh Rolf Back Voitto Hellsten 3 min 11 s 5                        |
| 1958    | Royaume-Uni Ted Sampson John MacIsaac John Wrighton John Salisbury 3 min 07 s 9 (CR)                          | Allemagne de l'Ouest Carl Kaufmann Manfred Poerschke Johannes Kaiser Karl-Friedrich Haas 3 min 08 s 2 | Suède Nils Holmberg Hans Lindgren Lennart Johnsson Alf Petersson 3 min 10 s 7                          |
| 1962    | Allemagne de l'Ouest Johannes Schmitt Wilfried Kindermann Hans-Joachim Reske Manfred Kinder 3 min 05 s 8 (CR) | Royaume-Uni Barry Jackson (en) Kenneth Wilcock Adrian Metcalfe Robbie Brightwell 3 min 05 s 9         | Suisse Bruno Galliker Jean-Louis Descloux Marius Theiler Hansruedi Bruder 3 min 07 s 0                 |
| 1966    | Pologne Jan Werner Edmund Borowski Stanisław Grędziński Andrzej Badeński 3 min 04 s 5 (CR)                    | Allemagne de l'Ouest Friedrich Roderfeld Jens Ulbricht Rolf Krüsmann Manfred Kinder 3 min 04 s 8      | Allemagne de l'Est Joachim Both Günter Klann Michael Zerbes Wilfried Weiland 3 min 05 s 7              |
| 1969    | France Gilles Bertould Christian Nicolau Jacques Carette Jean-Claude Nallet 3 min 02 s 3 (CR)                 | Union soviétique Yevgeniy Borisenko Boris Savchuk Yuriy Zorin Aleksandr Bratchikov 3 min 03 s 0       | Allemagne de l'Ouest Horst-Rüdiger Schlöske Ingo Röper Gerhard Hennige Martin Jellinghaus 3 min 03 s 1 |
| 1971    | Allemagne de l'Ouest Horst-Rüdiger Schlöske Thomas Jordan Martin Jellinghaus Hermann Köhler 3 min 02 s 9      | Pologne Andrzej Badenski Jan Balachowski Waldemar Korycki Jan Werner 3 min 03 s 6                     | Italie Lorenzo Cellerino Giacomo Puosi Sergio Bello Marcello Fiasconaro 3 min 04 s 6                   |
| 1974    | Royaume-Uni Glen Cohen Bill Hartley Alan Pascoe David Jenkins 3 min 03 s 33                                   | Allemagne de l'Ouest Hermann Köhler Horst-Rüdiger Schlöske Karl Honz Rolf Ziegler 3 min 03 s 52       | Finlande Stig Lönnqvist Ossi Karttunen Markku Taskinen Markku Kukkoaho 3 min 03 s 57                   |
| 1978    | Allemagne de l'Ouest Martin Weppler Franz-Peter Hofmeister Bernd Herrmann Harald Schmid 3 min 02 s 03 (CR)    | Pologne Jerzy Włodarczyk Zbigniew Jaremski Cezary Łapiński Ryszard Podlas 3 min 03 s 62               | Tchécoslovaquie Josef Lomický František Brečka Miroslav Tulis Karel Kolář 3 min 03 s 99                |
| 1982    | Allemagne de l'Ouest Erwin Skamrahl Harald Schmid Thomas Giessing Hartmut Weber 3 min 00 s 51 (CR)            | Royaume-Uni David Jenkins Garry Cook Todd Bennett Philip Brown 3 min 00 s 68                          | Union soviétique Aleksandr Troshchilo Pavel Roshchin Pavel Konovalov Viktor Markin 3 min 00 s 80       |
| 1986    | Royaume-Uni Derek Redmond Kriss Akabusi Brian Whittle Roger Black 2 min 59 s 84 (CR)                          | Allemagne de l'Ouest Klaus Just Edgar Itt Harald Schmid Ralf Lübke 3 min 00 s 17                      | Union soviétique Vladimir Prosin Vladimir Krylov Arkadiy Kornilov Aleksandr Kurotchikin 3 min 00 s 47  |
| 1990    | Royaume-Uni Paul Sanders Kriss Akabusi John Regis Roger Black 2 min 58 s 22 (CR)                              | Allemagne de l'Ouest Klaus Just Edgar Itt Carsten Köhrbrück Norbert Dobeleit 3 min 00 s 64            | Allemagne de l'Est Rico Lieder Karsten Just Thomas Schönlebe Jens Carlowitz 3 min 01 s 51              |
| 1994    | Royaume-Uni David McKenzie Roger Black Brian Whittle Duaine Ladejo 2 min 59 s 13                              | France Pierre-Marie Hilaire Jacques Farraudière Jean-Louis Rapnouil Stéphane Diagana 3 min 01 s 11    | Russie Mikhail Vdovin Dmitriy Bey Dmitriy Kosov Dmitriy Golovastov 3 min 03 s 10                       |
| 1998    | Royaume-Uni Mark Hylton Jamie Baulch Iwan Thomas Mark Richardson 2 min 58 s 68                                | Pologne Piotr Rysiukiewicz Tomasz Czubak Piotr Haczek Robert Maćkowiak 2 min 58 s 88                  | Espagne Antonio Andres Juan Trull Andrés Martinez David Canal 3 min 02 s 47                            |
| 2002    | Royaume-Uni Jared Deacon Matt Elias Jamie Baulch Daniel Caines 3 min 01 s 25                                  | Russie Oleg Mishukov Andreï Semionov Ruslan Mashchenko Yuriy Borzakovskiy 3 min 01 s 34               | France Leslie Djhone Ahmed Douhou Naman Keita Ibrahima Wade 3 min 02 s 76                              |
| 2006    | France Leslie Djhone Idrissa M'Barke Naman Keita Marc Raquil 3 min 01 s 10                                    | Royaume-Uni Robert Tobin Rhys Williams Graham Hedman Timothy Benjamin 3 min 01 s 63                   | Pologne Daniel Dąbrowski Piotr Kędzia Piotr Rysiukiewicz Rafał Wieruszewski 3 min 01 s 73              |
| 2010    | Russie Maksim Dyldin Aleksey Aksyonov Pavel Trenikhin Vladimir Krasnov 3 min 02 s 14                          | Royaume-Uni Conrad Williams Michael Bingham Robert Tobin Martyn Rooney 3 min 02 s 25                  | Belgique Arnaud Destatte Kévin Borlée Cédric Van Branteghem Jonathan Borlée 3 min 02 s 60              |
| 2012    | Belgique Antoine Gillet Jonathan Borlée Jente Bouckaert Kévin Borlée 3 min 01 s 09                            | Royaume-Uni Nigel Levine Conrad Williams Robert Tobin Richard Buck 3 min 01 s 56                      | Allemagne Jonas Plass Kamghe Gaba Eric Krüger Thomas Schneider 3 min 01 s 77                           |
| 2014    | Royaume-Uni Conrad Williams Matthew Hudson-Smith Michael Bingham Martyn Rooney 2 min 58 s 79                  | Pologne Rafał Omelko Kacper Kozłowski Łukasz Krawczuk Jakub Krzewina 2 min 59 s 85                    | France Teddy Atine Mamoudou Hanne Mame-Ibra Anne Thomas Jordier 2 min 59 s 89                          |
| 2016    | Belgique Julien Watrin Jonathan Borlée Dylan Borlée Kévin Borlée 3 min 01 s 10                                | Pologne Łukasz Krawczuk Kacper Kozłowski Jakub Krzewina Rafał Omelko 3 min 01 s 18                    | Royaume-Uni Rabah Yousif Delano Williams Jack Green Matthew Hudson-Smith 3 min 01 s 44                 |
| 2018    | Belgique Dylan Borlée Jonathan Borlée Jonathan Sacoor Kévin Borlée 2 min 59 s 47                              | Royaume-Uni Rabah Yousif Dwayne Cowan Matthew Hudson-Smith Martyn Rooney 3 min 00 s 36                | Espagne Óscar Husillos Lucas Búa Samuel García Bruno Hortelano 3 min 00 s 78                           |
| 2022    | Royaume-Uni Matthew Hudson-Smith Charles Dobson Lewis Davey Alex Haydock-Wilson 2 min 59 s 35                 | Belgique Alexander Doom Julien Watrin Kévin Borlée Dylan Borlée 2 min 59 s 49                         | France Gilles Biron Loïc Prévot Téo Andant Thomas Jordier 2 min 59 s 64                                |
| 2024    | Belgique Jonathan Sacoor Robin Vanderbemden Dylan Borlée Alexander Doom 2 min 59 s 84                         | Italie Luca Sito Vladimir Aceti Riccardo Meli Edoardo Scotti 3 min 0 s 81                             | Allemagne Manuel Sanders Jean Paul Bredau Marc Koch Emil Agyekum 3 min 0 s 82                          |

### Femmes
| Édition | Or | Argent | Bronze                                                                                                 |
| ------- | --- | --- | --- |
| 1969    | Royaume-Uni Rosemary Stirling Patricia Lowe Janet Simpson Lillian Board 3 min 30 s 8 (WR)                       | France Bernadette Martin Nicole Duclos Eliane Jacq Colette Besson 3 min 30 s 8 (WR)                       | Allemagne de l'Ouest Christa Czekay Antje Gleichfeld Inge Eckhoff Christel Frese 3 min 32 s 7          |
| 1971    | Allemagne de l'Est Rita Kühne Ingelore Lohse Helga Seidler Monika Zehrt 3 min 29 s 3 (CR)                       | Allemagne de l'Ouest Anette Rückes Christel Frese Hildegard Falck Inge Bödding 3 min 33 s 0               | Union soviétique Raissa Nikaronova Vera Popkova Nadezhda Kolesnikova Nadezhda Chistyakova 3 min 34 s 1 |
| 1974    | Allemagne de l'Est Brigitte Rohde Waltraud Dietsch Angelika Handt Ellen Streidt 3 min 25 s 21 (CR)              | Finlande Marika Eklund Mona-Lisa Pursiainen Pirjo Wilmi Riitta Salin 3 min 25 s 70                        | Union soviétique Inta Klimoviča Ingrida Barkane Nadezhda Kolesnikova Natalya Sokolova 3 min 26 s 10    |
| 1978    | Allemagne de l'Est Christiane Marquardt Barbara Krug Christina Brehmer Marita Koch 3 min 21 s 20                | Union soviétique Tatyana Prorochenko Nadezhda Mushta Tatyana Providokhina Mariya Kulchunova 3 min 22 s 53 | Pologne Małgorzata Grajewska Krystyna Kacperczyk Genowefa Błaszak Irena Szewińska 3 min 26 s 76        |
| 1982    | Allemagne de l'Est Kirsten Siemon Sabine Busch Dagmar Rübsam Marita Koch 3 min 19 s 05 (WR)                     | Tchécoslovaquie Věra Tylová Milena Matejkovičová Taťána Kocembová Jarmila Kratochvílová 3 min 22 s 17     | Union soviétique Yelena Didilenko Irina Olkhovnikova Olga Mineyeva Irina Baskakova 3 min 22 s 79       |
| 1986    | Allemagne de l'Est Kirsten Emmelmann Sabine Busch Petra Müller Marita Koch 3 min 16 s 87 (CR)                   | Allemagne de l'Ouest Gisela Kinzel Ute Thimm Heidi-Elke Gaugel Gaby Bußmann 3 min 22 s 80                 | Pologne Ewa Kasprzyk Marzena Wojdecka Elżbieta Kapusta Genowefa Blaszak 3 min 24 s 65                  |
| 1990    | Allemagne de l'Est Manuela Derr Annett Hesselbarth Petra Müller Grit Breuer 3 min 21 s 02                       | Union soviétique Yelena Vinogradova Lyudmila Zhigalova Tatyana Ledovskaya Yelena Rouzina 3 min 23 s 34    | Royaume-Uni Sally Gunnell Jennifer Stoute Patricia Beckford Linda Keough 3 min 24 s 78                 |
| 1994    | France Francine Landre Évelyne Élien Viviane Dorsile Marie-José Pérec 3 min 22 s 34                             | Russie Natalya Khrushchelyova Yelena Andreyeva Tatyana Zakharova Svetlana Goncharenko 3 min 24 s 06       | Allemagne Karin Janke Heike Meißner Uta Rohländer Anja Rücker 3 min 24 s 10                            |
| 1998    | Allemagne Anke Feller Uta Rohländer Silvia Rieger Grit Breuer 3 min 23 s 03                                     | Russie Natalya Khrushchelyova Svetlana Goncharenko Yekaterina Bakhvalova Olga Kotlyarova 3 min 23 s 56    | Royaume-Uni Donna Fraser Vikki Jamison Katharine Merry Allison Curbishley 3 min 25 s 66                |
| 2002    | Allemagne Florence Ekpo-Umoh Birgit Rockmeier Claudia Marx Grit Breuer 3 min 25 s 10                            | Russie Natalya Antyukh Natalya Nazarova Anastasiya Kapachinskaya Olesya Zykina 3 min 25 s 59              | Pologne Zuzanna Radecka Grażyna Prokopek Małgorzata Pskit Anna Olichwierczuk 3 min 26 s 15             |
| 2006    | Russie Svetlana Pospelova Natalya Ivanova Olga Zaytseva Tatyana Veshkurova 3 min 25 s 12                        | Biélorussie Yulianna Zhalniaruk Sviatlana Usovich Anna Kozak Ilona Usovich 3 min 27 s 69                  | Pologne Monika Bejnar Grażyna Prokopek Ewelina Sętowska Anna Jesień 3 min 27 s 77                      |
| 2010    | Allemagne Fabienne Kohlmann Esther Cremer Janin Lindenberg Claudia Hoffmann 3 min 24 s 07                       | Royaume-Uni Nicola Sanders Marilyn Okoro Lee McConnell Perri Shakes-Drayton 3 min 24 s 32                 | Italie Chiara Bazzoni Marta Milani Maria Enrica Spacca Libania Grenot 3 min 25 s 71                    |
| 2012    | Ukraine Yuilya Olishevska Olha Zemlyak Nataliya Pyhyda Alina Lohvynenko 3 min 25 s 07                           | France Phara Anacharsis Lenora Guion Firmin Marie Gayot Floria Guei 3 min 25 s 49                         | République tchèque Zuzana Hejnová Zuzana Bergrová Jitka Bartoničková Denisa Rosolová 3 min 26 s 02     |
| 2014    | France Marie Gayot Muriel Hurtis Agnès Raharolahy Floria Guei 3 min 24 s 27                                     | Ukraine Nataliya Pyhyda Khrystyna Stuy Anna Ryzhykova Olha Zemlyak 3 min 24 s 32                          | Royaume-Uni Eilidh Child Kelly Massey Shana Cox Margaret Adeoye 3 min 24 s 34                          |
| 2016    | Royaume-Uni Emily Diamond Anyika Onuora Eilidh Doyle Seren Bundy-Davies 3 min 25 s 05                           | France Phara Anacharsis Brigitte Ntiamoah Marie Gayot Floria Gueï 3 min 25 s 96                           | Italie Maria Benedicta Chigbolu Maria Enrica Spacca Chiara Bazzoni Libania Grenot 3 min 27 s 49        |
| 2018    | Pologne Małgorzata Hołub-Kowalik Iga Baumgart-Witan Patrycja Wyciszkiewicz Justyna Święty-Ersetic 3 min 26 s 59 | France Elea-Mariama Diarra Déborah Sananes Agnès Raharolahy Floria Gueï 3 min 27 s 17                     | Royaume-Uni Zoey Clark Anyika Onuora Amy Allcock Eilidh Doyle 3 min 27 s 40                            |
| 2022    | Pays-Bas Eveline Saalberg Lieke Klaver Lisanne de Witte Femke Bol 3 min 20 s 87                                 | Pologne Anna Kiełbasińska Iga Baumgart-Witan Justyna Święty-Ersetic Natalia Kaczmarek 3 min 21 s 68       | Royaume-Uni Victoria Ohuruogu Ama Pipi Jodie Williams Nicole Yeargin 3 min 21 s 74                     |
| 2024    | Pays-Bas Lieke Klaver Cathelijn Peeters Lisanne de Witte Femke Bol 3 min 22 s 39                                | Irlande Sophie Becker Rhasidat Adeleke Phil Healy Sharlene Mawdsley 3 min 22 s 71                         | Belgique Naomi Van Den Broeck Imke Vervaet Cynthia Bolingo Helena Ponette 3 min 22 s 95                |

### Mixte
| Édition | Or                                                                                        | Argent                                                                     | Bronze                                                                               |
| ------- | ----------------------------------------------------------------------------------------- | -------------------------------------------------------------------------- | ------------------------------------------------------------------------------------ |
| 2024    | Irlande Christopher O'Donnell Rhasidat Adeleke Thomas Barr Sharlene Mawdsley 3 min 9 s 92 | Italie Luca Sito Anna Polinari Edoardo Scotti Alice Mangione 3 min 10 s 69 | Pays-Bas Liemarvin Bonevacia Lieke Klaver Isaya Klein Ikkink Femke Bol 3 min 10 s 73 |

## Records des championnats

### Hommes
| Temps         | Athlètes                                                                                    | Lieu      | Date               | Record |
| ------------- | ------------------------------------------------------------------------------------------- | --------- | ------------------ | ------ |
| 3 min 14 s 1  | Allemagne Helmut Hamann Hans Scheele Harry Voigt Adolf Metzner                              | Paris     | 5 septembre 1938   |        |
| 3 min 13 s 7  | Allemagne Hermann Blacejezak Manfred Bues Erich Linnhoff Rudolf Harbig                      | Paris     | 5 septembre 1938   |        |
| 3 min 10 s 2  | Royaume-Uni Martin Pike Leslie Lewis Angus Scott Derek Pugh                                 | Bruxelles | 27 août 1950       | AR     |
| 3 min 9 s 7   | Allemagne Hans Geister Helmut Dreher Heinz Ulzheimer Karl-Friedrich Haas                    | Berne     | 28 août 1954       |        |
| 3 min 8 s 7   | France Pierre Haarhoff Jacques Degats Jean-Paul Martin du Gard Jean-Pierre Goudeau          | Berne     | 29 août 1954       |        |
| 3 min 7 s 9   | Royaume-Uni Ted Sampson John McIsaac John Wrighton John Salisbury                           | Stockholm | 24 août 1958       |        |
| 3 min 5 s 8   | Allemagne de l'Ouest Johannes Schmitt Wilfried Kindermann Hans-Joachim Reske Manfred Kinder | Belgrade  | 16 septembre 1962  |        |
| 3 min 4 s 5   | Pologne Jan Werner Edmund Borowski Stanisław Grędziński Andrzej Badeński                    | Budapest  | 4 septembre 1966   |        |
| 3 min 2 s 3   | France Gilles Bertould Christian Nicolau Jacques Carette Jean-Claude Nallet                 | Athènes   | 20 septembre 1969  |        |
| 3 min 2 s 0   | Allemagne de l'Ouest Martin Weppler Harald Schmid Franz-Peter Hofmeister Bernd Herrmann     | Prague    | 3 septembre 1978   |        |
| 3 min 0 s 51  | Allemagne de l'Ouest Erwin Skamrahl Harald Schmid Thomas Giessing Hartmut Weber             | Athènes   | 11 septembre 1982  |        |
| 2 min 59 s 84 | Royaume-Uni Derek Redmond Kriss Akabusi Brian Whittle Roger Black                           | Stuttgart | 31 août 1986       |        |
| 2 min 58 s 22 | Royaume-Uni Paul Sanders Kriss Akabusi John Regis Roger Black                               | Split     | 1er septembre 1990 | AR     |

### Femmes
| Temps         | Athlètes                                                                                  | Lieu      | Date              | Record |
| ------------- | ----------------------------------------------------------------------------------------- | --------- | ----------------- | ------ |
| 3 min 33 s 9  | Allemagne de l'Ouest Christa Czekay Antje Gleichfeld Inge Eckhoff Christel Frese          | Athènes   | 19 septembre 1969 | WR     |
| 3 min 30 s 8  | Royaume-Uni Rosemary Stirling Patricia Lowe Janet Simpson Lillian Board                   | Athènes   | 20 septembre 1969 | WR     |
| 3 min 30 s 8  | France Bernadette Martin Nicole Duclos Eliane Jacq Colette Besson                         | Athènes   | 20 septembre 1969 | WR     |
| 3 min 29 s 3  | Allemagne de l'Est Monika Zehrt Helga Seidler Ingelore Lohse Rita Kühne                   | Helsinki  | 15 août 1971      | WR     |
| 3 min 25 s 2  | Allemagne de l'Est Brigitte Rohde Waltraud Dietsch Angelika Handt Ellen Streidt           | Rome      | 8 septembre 1974  |        |
| 3 min 24 s 2  | Union soviétique Tetyana Prorochenko Nadiya Mushta Tatyana Providokhina Mariya Kulchunova | Prague    | 2 septembre 1978  |        |
| 3 min 21 s 2  | Allemagne de l'Est Christiane Marquardt Barbara Krug Christina Brehmer Marita Koch        | Prague    | 3 septembre 1978  |        |
| 3 min 19 s 05 | Allemagne de l'Est Kirsten Siemon Sabine Busch Dagmar Rübsam Marita Koch                  | Athènes   | 11 septembre 1982 | WR     |
| 3 min 16 s 87 | Allemagne de l'Est Kirsten Emmelmann Sabine Busch Petra Müller Marita Koch                | Stuttgart | 31 août 1986      |        |